# Antonio García y García
Antonio García y García (Bullas, 23 de octubre de 1880-Valladolid, 15 de mayo de 1953) fue un arzobispo católico español. Ocupó los cargos de obispo de Tuy (1930-1938) y arzobispo de Valladolid (1938-1953).

## Biografía

### Primeros años y formación
Nació en Bullas en 1880. Cursó estudios de latín y humanidades en el Seminario de Murcia. A los 16 años fue enviado a continuar sus estudios en Roma, como colegial del Pontificio Colegio Español. Obtuvo tres doctorados en la Pontificia Universidad Gregoriana: en Filosofía, en Sagrada Teología y en Derecho canónico. Fue ordenado sacerdote en 1904. 

### Vida sacerdotal y docente
Al regresar a España ocupó diversos cargos en la curia episcopal de su diócesis. A los 33 años obtuvo, por oposición, el cargo de canónigo penitenciario de la catedral de Málaga y fue nombrado profesor del Seminario de Málaga. 

### Episcopado

#### Obispo de Tuy
El papa Pío XI lo nombró obispo de Tuy el 5 de febrero de 1930. Fue consagrado obispo el 25 de mayo de 1930 por el nuncio apostólico en España Federico Tedeschini, junto a Francisco Frutos y Valiente, obispo de Salamanca, y Manuel González y García, obispo de Málaga.

#### Arzobispo de Valladolid
Fue elevado a arzobispo de Valladolid el 4 de febrero de 1938.
En 1946 fue nombrado por Francisco Franco procurador en Cortes, cargo que desempeñó hasta su fallecimiento. En 1947 publicó la carta pastoral Oración, vigilancia, sobriedad, en la que justificaba el golpe de Estado de 1936 como «un Alzamiento Nacional legítimo, justísimo, para la defensa de la Religión y de la Patria». Ese mismo año declaraba la obligación de votar —«bajo la mirada de Dios, que nos ha de juzgar»— en el referéndum sobre la Ley de Sucesión y pedía el voto a favor, lo que fue considerado como una intromisión en la libre conciencia de los feligreses.
Antonio García y García murió tras casi 23 años de episcopado y fue enterrado en la catedral de Valladolid. Sus restos pasaron posteriormente a un convento de Tordesillas, y en 2015 fueron nuevamente inhumados en el Santuario Nacional de la Gran Promesa de Valladolid.
Como arzobispo, Antonio García y García fue responsable de la ampliación de la catedral de Valladolid. Mandó construir un "Monumento de los países de habla hispana a los Sagrados Corazones de Jesús y María" según un diseño del arquitecto Antonio Palacios. También añadió un Vía Crucis y una capilla a la catedral, basados en los diseños originales de Juan de Herrera.

## Sucesión
| Predecesor: Manuel María Vidal y Boullón       | Obispo de Tuy 1930-1938           | Sucesor: José Ángel López Ortiz |
| Predecesor: Remigio Gandásegui y Gorrochátegui | Arzobispo de Valladolid 1938-1953 | Sucesor: José García y Goldaraz |

- Datos: Q61048728